# Vasco Regaleira
Vasco de Morais Palmeiro Regaleira (Lisboa, Coração de Jesus, 21 de setembro de 1897 — Lisboa, Santa Maria de Belém, 21 de maio de 1968) foi um arquitecto português, cuja obra foi fundamentalmente feita durante o período do Estado Novo.

## Biografia
Nasceu na Rua do Salitre, 99, R/C, em Lisboa. Era filho de Carlos Morais Palmeiro, agrónomo, natural de Sintra, e de D. Maria Clementina Mayer Morais Palmeiro, natural de Lisboa.
Casou a 29 de maio de 1923 em Lisboa, na Travessa do Moinho de Vento, 12, área da 5.ª Conservatória do Registo Civil, com Ana Maria Vilar da Costa Lima, natural de Lisboa, filha de Policarpo José da Costa Lima e de Virgínia Vilar da Costa Lima, ambos naturais de Lisboa. Ana Maria morreu a 25 de agosto de 1964, em Lisboa.
A 4 de março de 1941, foi agraciado com o grau de Comendador da Ordem Militar de Sant'Iago da Espada.
Dedicou-se sobretudo à arquitetura religiosa, sendo responsável pelos projetos de vários destes edifícios nas décadas de 1940 e 1950, em Portugal continental e nas áreas ultramarinas, trabalhando dentro de um idioma tradicionalista/historicista consonante com o estilo oficial do Estado Novo (Português Suave).
Morreu a 21 de maio de 1968, em sua casa na Praça de Malaca, 1, freguesia de Santa Maria de Belém, em Lisboa.

## Algumas obras[4]
- 1936-48 – Hotel da Guarda.
- 1946-51 – Igreja do Santo Condestável, Campo de Ourique, Lisboa.
- 1950-51 - Igreja de Nossa Senhora da Conceição, Caldas da Rainha.
- 1951-55 – Igreja de São João de Brito, Alvalade, Lisboa.
- 1953 – Edifício do Banco de Angola, Marginal de Luanda.
- Igreja de Nossa Senhora da Arrábida, Lobito, Angola.
- Catedral de Huambo/Nova Lisboa, Angola.
- Colégio de S. Vicente de Paulo, Lisboa.

### Hotel da Guarda

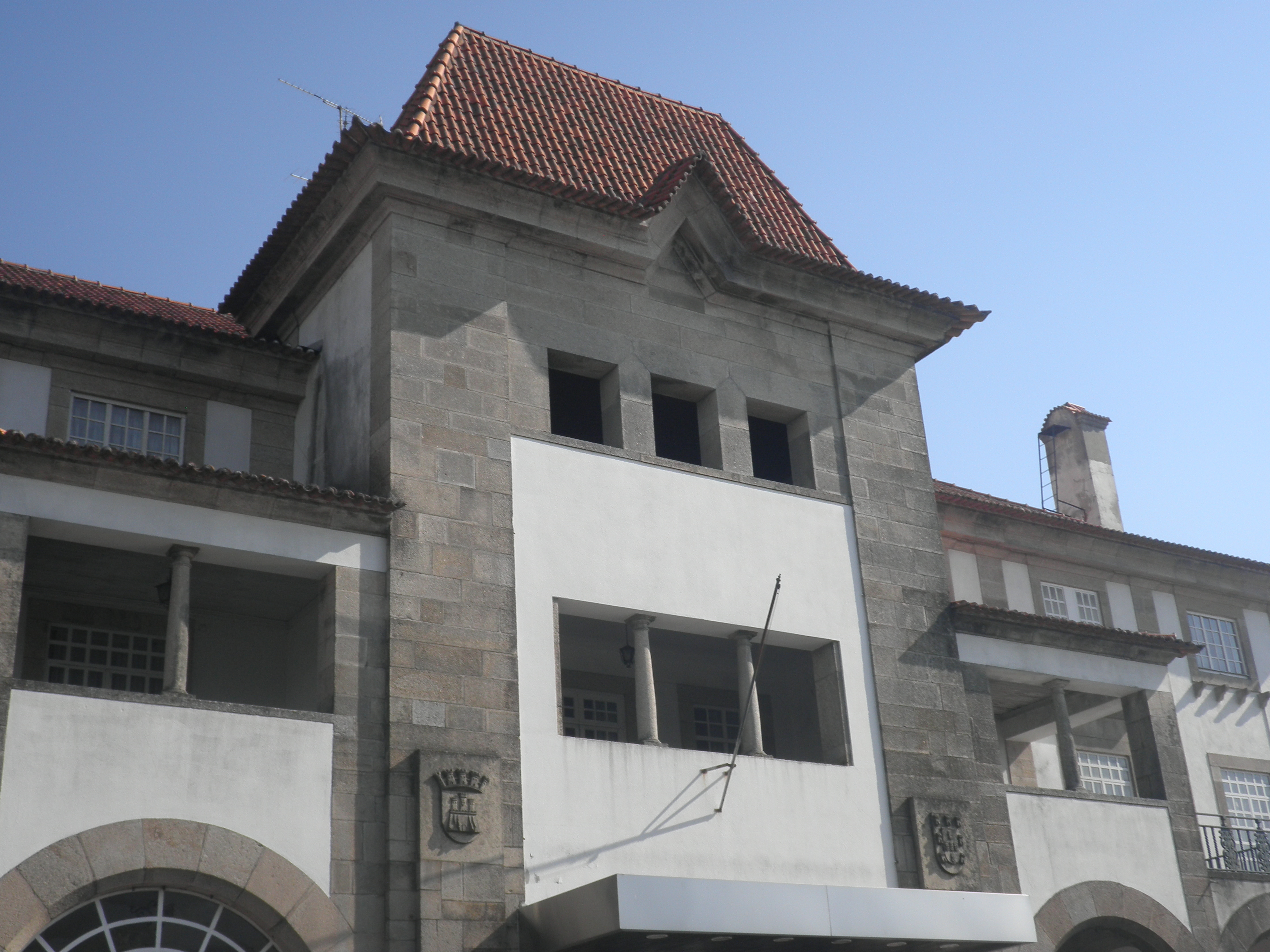

### Igreja do Santo Condestável

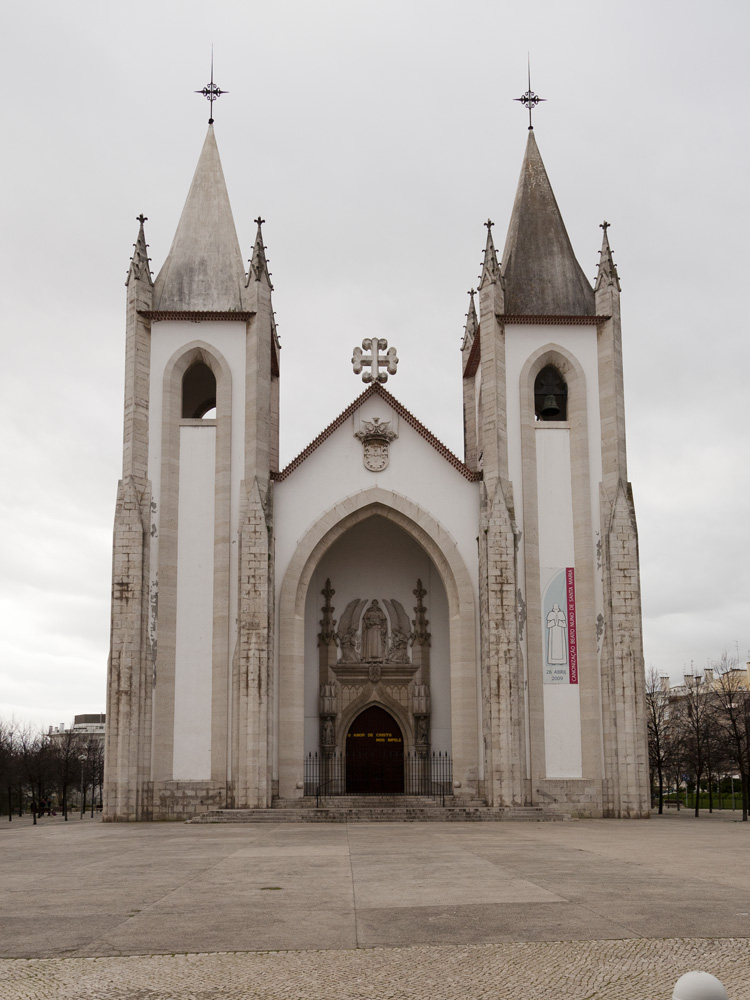
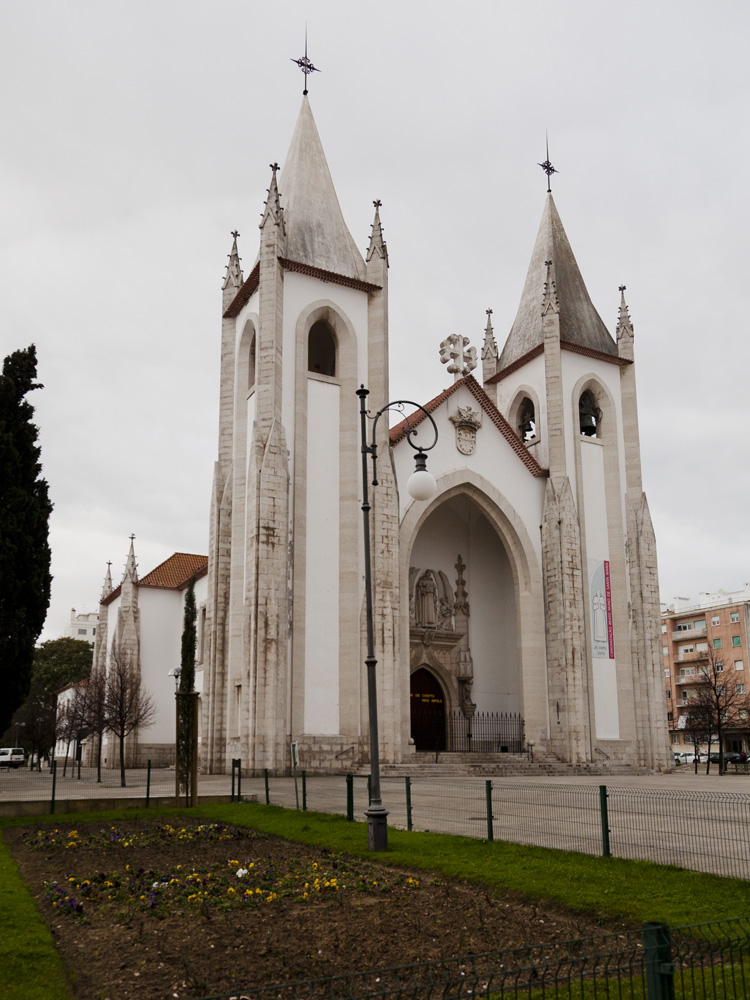
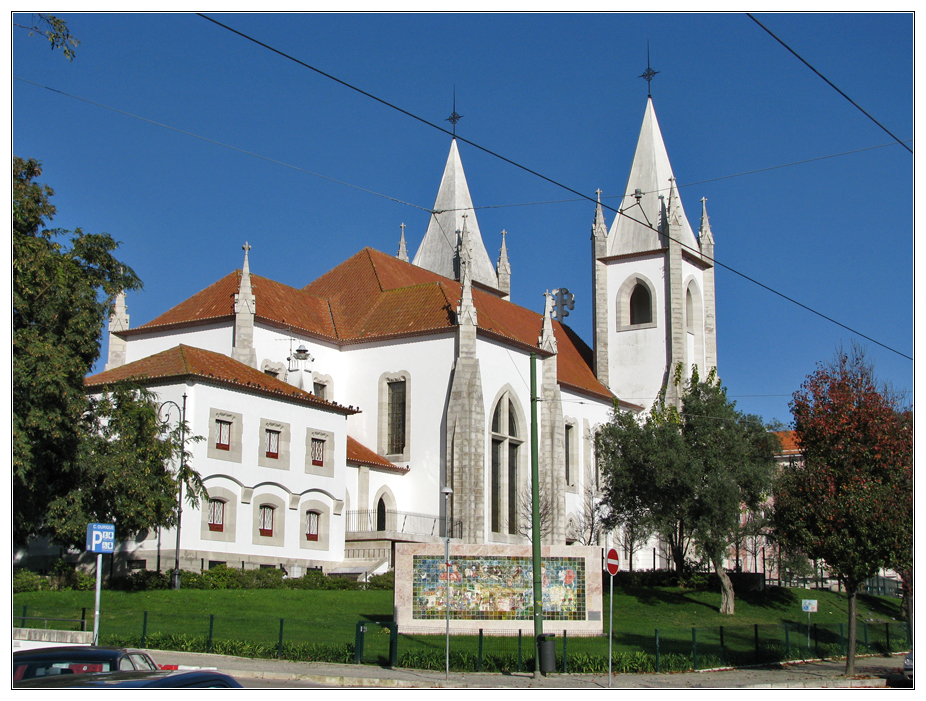

### Colégio de S.Vicente de Paulo

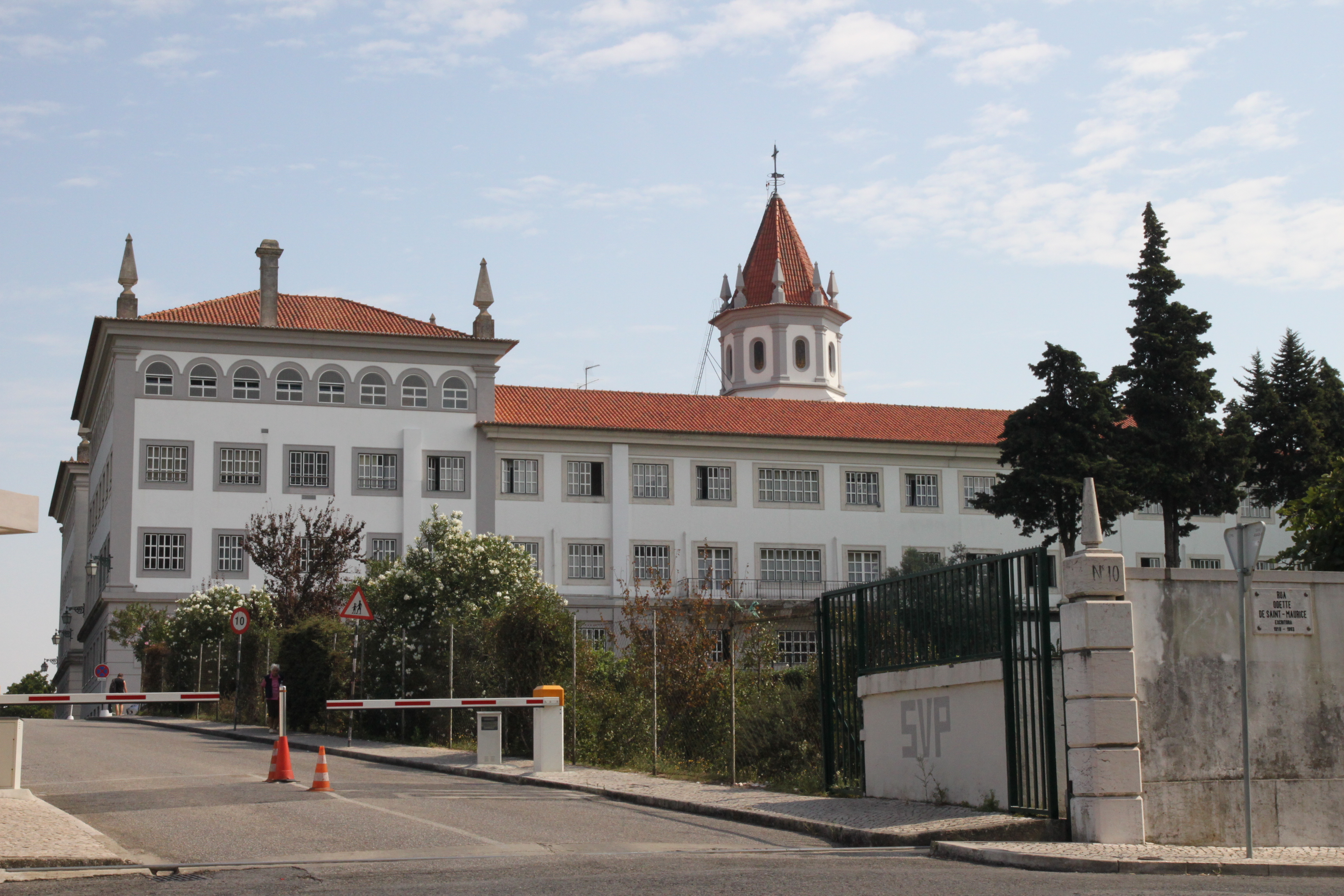
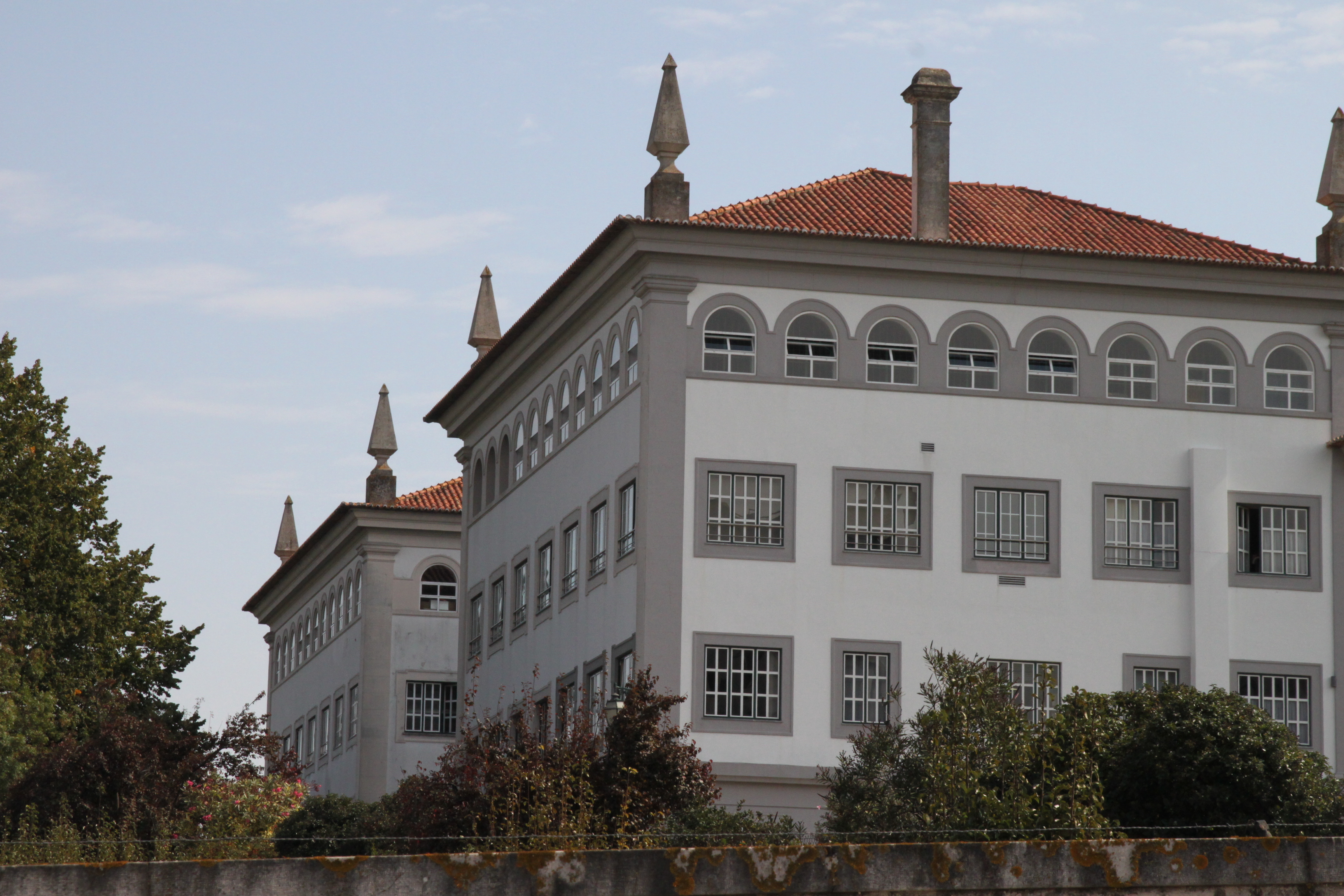